# Campionato Dilettanti Umbria 1957-1958
Il Campionato Nazionale Dilettanti 1957-1958 è stato il V livello del campionato italiano. A carattere regionale, fu il primo campionato dilettantistico con questo nome, e il sesto se si considera che alla Promozione fu cambiato il nome assegnandogli questo.
Il campionato era organizzato su base regionale dalle Leghe Regionali e le vincenti di ogni girone venivano ammesse alla successiva fase regionale che attribuiva il titolo di lega, mentre erano complessivamente trentadue squadre, distribuite fra le regioni secondo lo schema della vecchia Promozione, a contendersi lo Scudetto Dilettanti.
Questo è il girone organizzato dalla Lega Regionale Umbra per la regione Umbria.

## Squadre partecipanti
| Squadra                  | Città (provincia)                       | Stagione 1956-1957                       |
| ------------------------ | --------------------------------------- | ---------------------------------------- |
| Angelana                 | Santa Maria degli Angeli di Assisi (PG) | 7° in Promozione Umbria                  |
| Eriberto Bosico          | Terni                                   | In Prima Divisione Umbria/B, ripescata   |
| G.C.G. Grifo Perugia     | Perugia                                 | 10° in Promozione Umbria                 |
| Gualdo                   | Gualdo Tadino (PG)                      | 4° in Promozione Umbria                  |
| Gubbio                   | Gubbio (PG)                             | 3° in Promozione Umbria                  |
| Libertas Virgilio Maroso | Terni                                   | 9° in Promozione Umbria                  |
| Narnese                  | Narni (TR)                              | 6° in Promozione Umbria                  |
| Orvietana                | Orvieto (TR)                            | 8° in Promozione Umbria                  |
| Ponte Felcino            | Ponte Felcino di Perugia                | 1° in Prima Divisione Umbria/A, promosso |
| Tiberis                  | Umbertide (PG)                          | 11° in Promozione Umbria                 |
| Todi                     | Todi (PG)                               | 4° in Promozione Umbria                  |
| Virtus                   | Terni                                   | 1° in Prima Divisione Umbria/B, promossa |

## Classifica finale
|  | Pos. | Squadra                  | Pt | G  | V | N | P  | GF | GS | DR  |
|  | ---- | ------------------------ | -- | -- | - | - | -- | -- | -- | --- |
|  | 1.   | Gubbio                   | 37 | 22 |   |   |    |    |    |     |
|  | 2.   | Eriberto Bosico          | 33 | 22 |   |   |    |    |    |     |
|  | 2.   | Angelana                 | 33 | 22 |   |   |    |    |    |     |
|  | 4.   | Tiberis                  | 25 | 22 |   |   |    |    |    |     |
|  | 5.   | Gualdo                   | 20 | 22 |   |   |    |    |    |     |
|  | 5.   | G.C.G. Grifo Perugia     | 20 | 22 |   |   |    |    |    |     |
|  | 7.   | Libertas Virgilio Maroso | 18 | 22 |   |   |    |    |    |     |
|  | 8.   | Narnese                  | 17 | 22 | 6 | 5 | 11 | 25 | 35 | -10 |
|  | 9.   | Orvietana                | 16 | 22 |   |   |    |    |    |     |
|  | 10.  | Todi                     | 14 | 22 |   |   |    |    |    |     |
|  | 10.  | Ponte Felcino            | 14 | 22 |   |   |    |    |    |     |
|  | 12.  | Virtus                   | 13 | 22 |   |   |    |    |    |     |

Legenda:

      Promossa nel Campionato Interregionale 1958-1959, Campione Regionale Umbro 1957-1958 ed ammessa alle finali nazionali.
      Retrocesso in Prima Divisione Umbria 1958-1959.
Regolamento:

Due punti a vittoria, uno a pareggio, zero a sconfitta.
Pari merito in caso di pari punti.
Note:

La Virtus è stata successivamente riammessa a completamento degli organici.
Libertas Virgilio Maroso, Orvietana e Todi non iscritte nella stagione successiva.